# グローナウ (ライネ)
グローナウ (ライネ) (ドイツ語: Gronau (Leine), ドイツ語発音: [ˈgroːna‿u]) は、ドイツ連邦共和国ニーダーザクセン州ヒルデスハイム郡に属す市である。本市は、ザムトゲマインデ・ライネベルクラントを構成する自治体の一つで、その本部所在地である。本市はライネ川沿いに位置している。2016年11月1日に周辺のいくつかの町村が本市に合併した。この結果、人口は約10,900人にまで倍増し、面積は約 90 km2 と4倍以上に拡大した。

## 地理

### 位置
グローナウはヒルデスハイムの南西、西のライネ山地、東のイネルステ山地との間に位置している。ヒルデスハイムの森の西、ジーゲン・ベルゲの北にあたる。市内をライネ川が流れている。
グローナウの西を連邦道 B3号線が通っている。

### 市の構成
グローナウ市には以下のオルツタイル（地区）が含まれる。
| - バンテルン - バールフェルデ - ベテルン - ブリュッゲン - デッツム - エディングハウゼン - アイツム | - グローナウ (ライネ) 中核地区 - ハウス・エシェルデ - ハイヌム - ニーンシュテット - レーデン - ヴァレンシュテット |

## 歴史
この街は、1298年頃にヒルデスハイム司教ジークフリート2世によって、ライネ川の中州に Gronowe として計画的に建設された。ライネ川の分流の1本に沿った街の南東角にエンプネ城があり、グローナウの都市防衛施設に組み込まれている。この街は、ライネ川の渡渉地に面した、ヒルデスハイム司教領南西の防衛の要衝であった。Gronowe という地名は、この街に水を供給しているライネ川沿いの緑の草地（現代ドイツ語: grüne Auen）に由来する。それと同時にこの川は、住民にある程度の保護をもたらしていた。当時のグローナウ住民は、防衛施設のない3つの周辺村落レーデ、ベークム、エンペーダから集められた人々であった。これらの村落は廃村となった。都市の建設後、様々な貴族家出身の騎士が市壁沿いに城吏の館を建設した。
グローナウは1427年にザクセンのトホペザーテ（都市同盟）に加盟し、これによってハンザ都市となった。
ユダヤ人コミュニティは、グローナウでは18世紀初めから存在が証明されている。シナゴーグは1703年の都市火災後の早い時期に建設された。グローナウのユダヤ系住民たちは、バンテルンのユダヤ人たちと共同のシナゴーグ共同体を形成していた。この共同体はヒルデスハイムのラビナートに属した。1828年にユダヤ人初等学校が開校したが、1890年には学生数減少のため宗教に特化した学校に改組された。
1885年までグローナウはアムト・グローナウの代官の所在地であり、その後新設されたグローナウ郡の郡庁所在地となった。グローナウ郡は、1932年10月1日に廃止され、アルフェルト郡に組み込まれた。1977年8月1日にアルフェルト郡が廃止され、グローナウはヒルデスハイム郡に編入された。
何世紀にもわたって農民都市として存在してきたこの街は、20世紀初めに工業化とプロイセンの鉄道網（エールツェ - ボーデンブルク線）に接続したことにより興隆し、急速な人口増加が起こった。
第二次世界大戦では、3回の連合国軍の空爆（1940年11月6日、1941年1月27日、1942年6月16日）で約50発の炸裂弾や焼夷弾が投下された。空爆は様々な建物に損傷を与え、1名の負傷者を出した。
1980年代から1990年代に経済は大きな構造変化を経験した。伝統的な工業系企業は大幅な人員削減をしたり（金属工業、化学工業）、あるいは完全に廃業した（製糖業、製紙業）。しかしこれ以後もグローナウは、金属、化学、紙の分野で比較的強固な工業拠点となっている。交通の便がよいグローナウ西部工業地区の発展により、2008年からは新たな展望が開けている。
グローナウ (ライネ) は、21世紀初めに、近隣都市およびヒルデスハイムやハノーファーといった大都市への多くの通勤客の住宅地となった。
グローナウは、ライネベルクラント地域の一員である。この地域は、LEADERの指針に基づき、ニーダーザクセン州南部の様々な市町村が自発的に結成した共同体である。

### 市町村合併
1974年3月1日にデッツムが合併した。
2014年、バンテルン、ベテルン、ブリュッゲン、デスペタール、レーデンおよびグローナウ市は、2016年11月1日に合併することを決めた。統合された自治体はグローナウ (ライネ) 市の名前を継承した。同時に、同じく2016年11月1日にザムトゲマインデ・ドゥインゲンとザムトゲマインデ・グローナウ (ライネ) からザムトゲマインデ・ライネベルクラントが形成されることも決議された。グローナウ (ライネ) はそれ以前から、ザムトゲマインデ・グローナウ (ライネ) の行政機関所在地であった。

## 住民

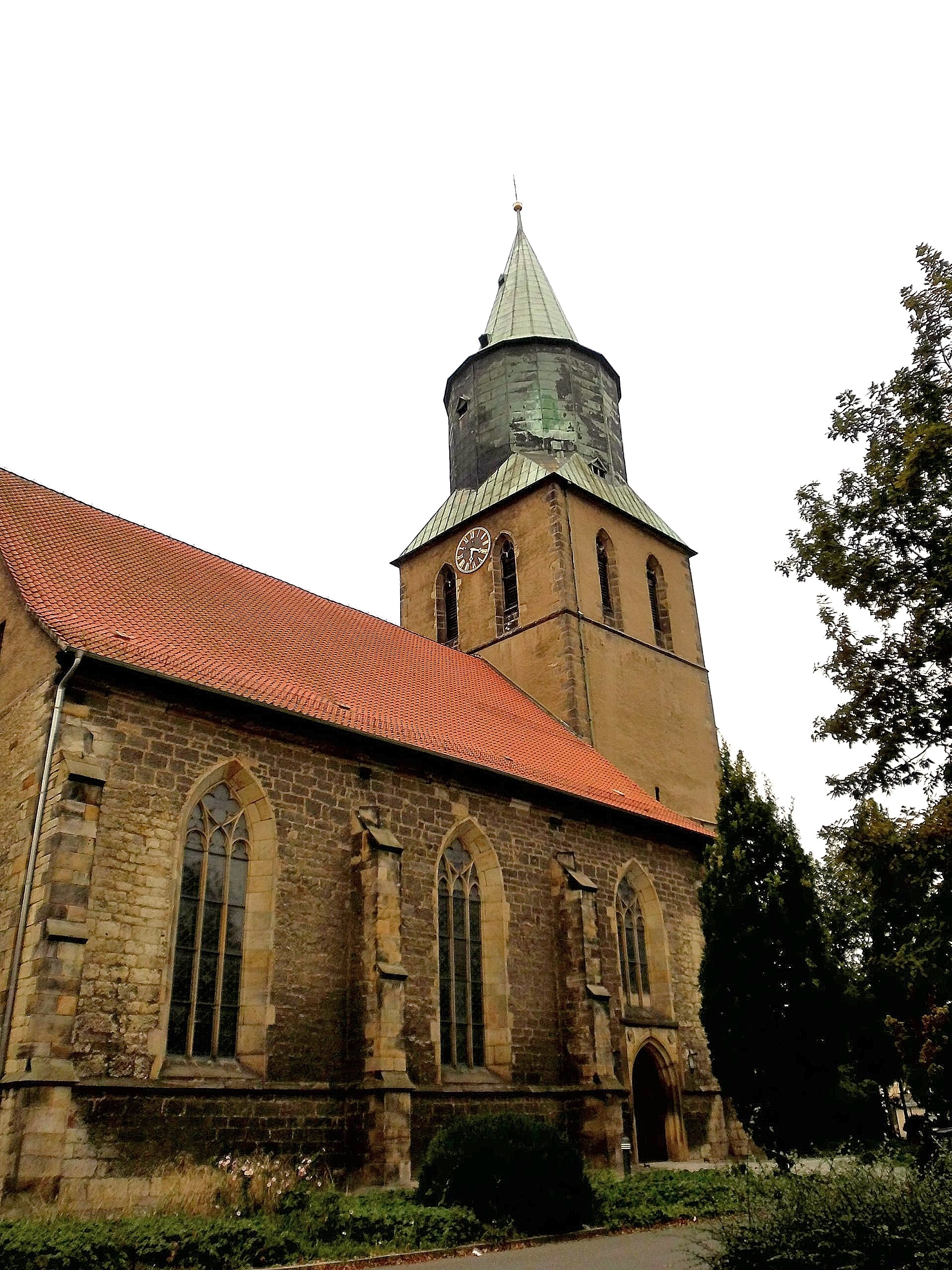
聖マタイ教会

### 宗教
福音主義ルター派の聖マタイ教会の高さ 65 m の塔が旧市街にそびえている。
福音主義墓地には中世の聖ヨハニス教会があり、現在は葬儀や臨時の礼拝に用いられている。
この他に、ローマ＝カトリックの聖ヨーゼフ教会がある。これは正式には解散していない修道院の教会である。
福音主義教会共同体もカトリック教会共同体も墓地を運営している（福音主義の墓地はレーダー・ベルク、カトリックの墓地はシュタイントーア通りにある）。
さらに市立公園の近くに、1983年に新使徒教会が完成した。
旧シナゴーグは現在、記念プレートもなく住居となっており、ジュート通り14番地にある。1938年の排斥運動（水晶の夜）の際、建物が密集していて他の建物に火が燃え移る恐れがあったことから、かろうじて破壊を免れた。ただし、内部の調度品はマルクト広場で焼却された。57基の墓があるユダヤ人墓地は「ホーアー・エッシャー」通りにある。

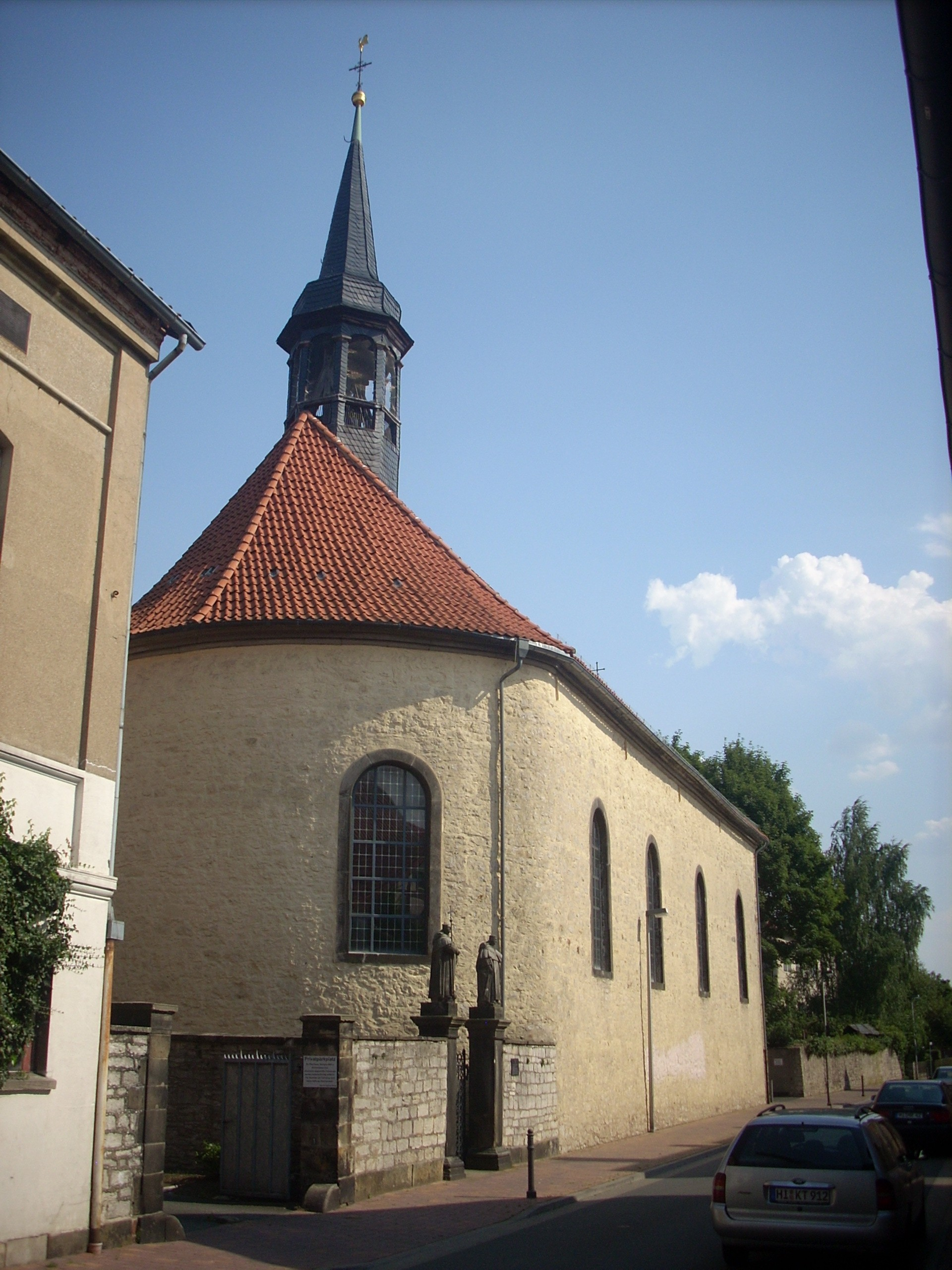
聖ヨーゼフ教会
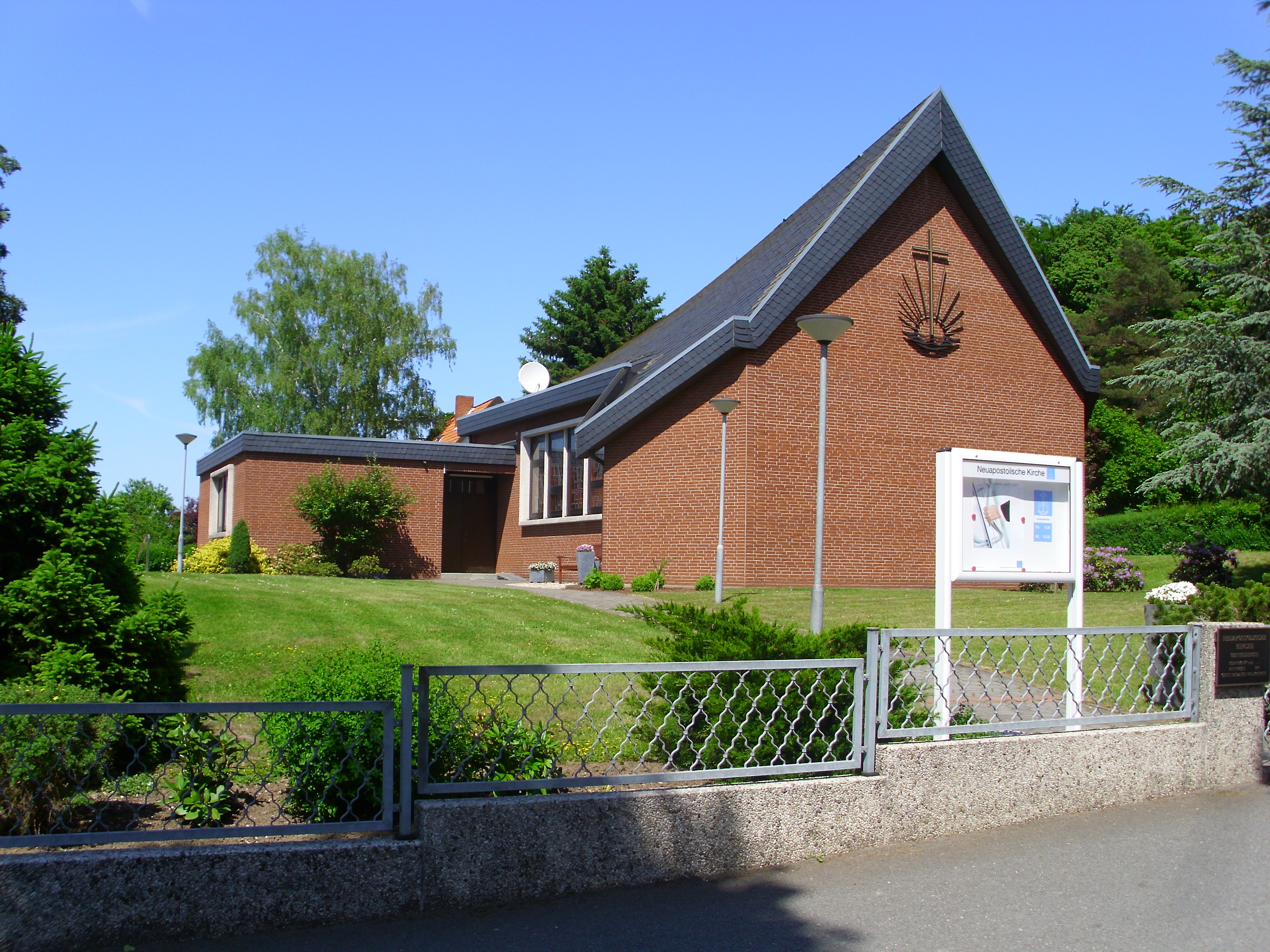
新使徒教会
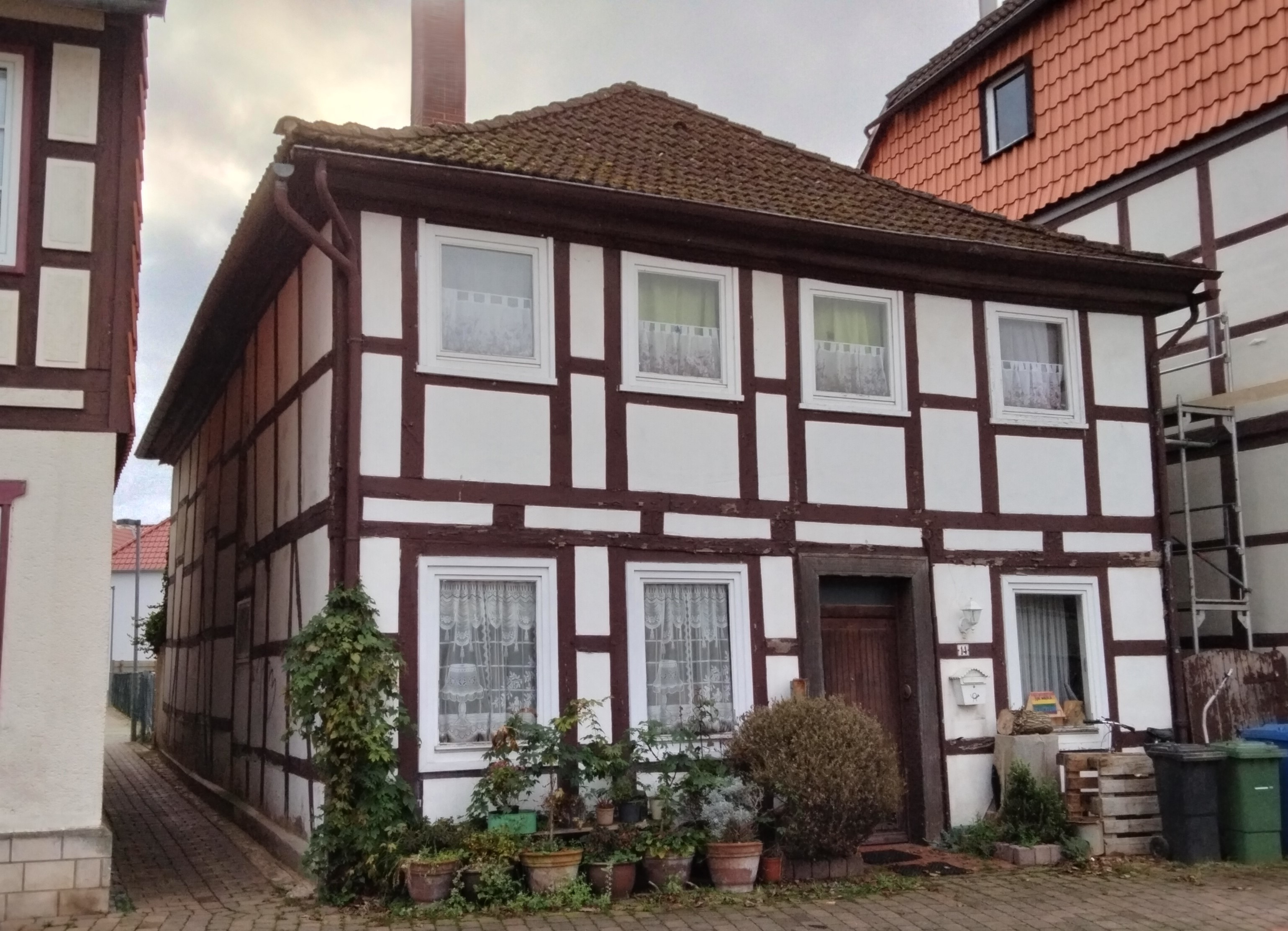
旧シナゴーグ
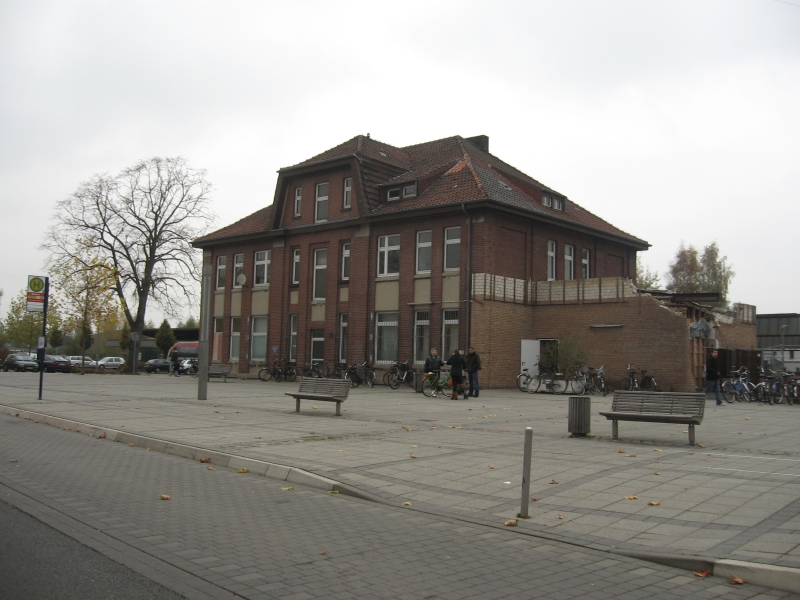
Bahnhof Gronau (Westf)

## 行政

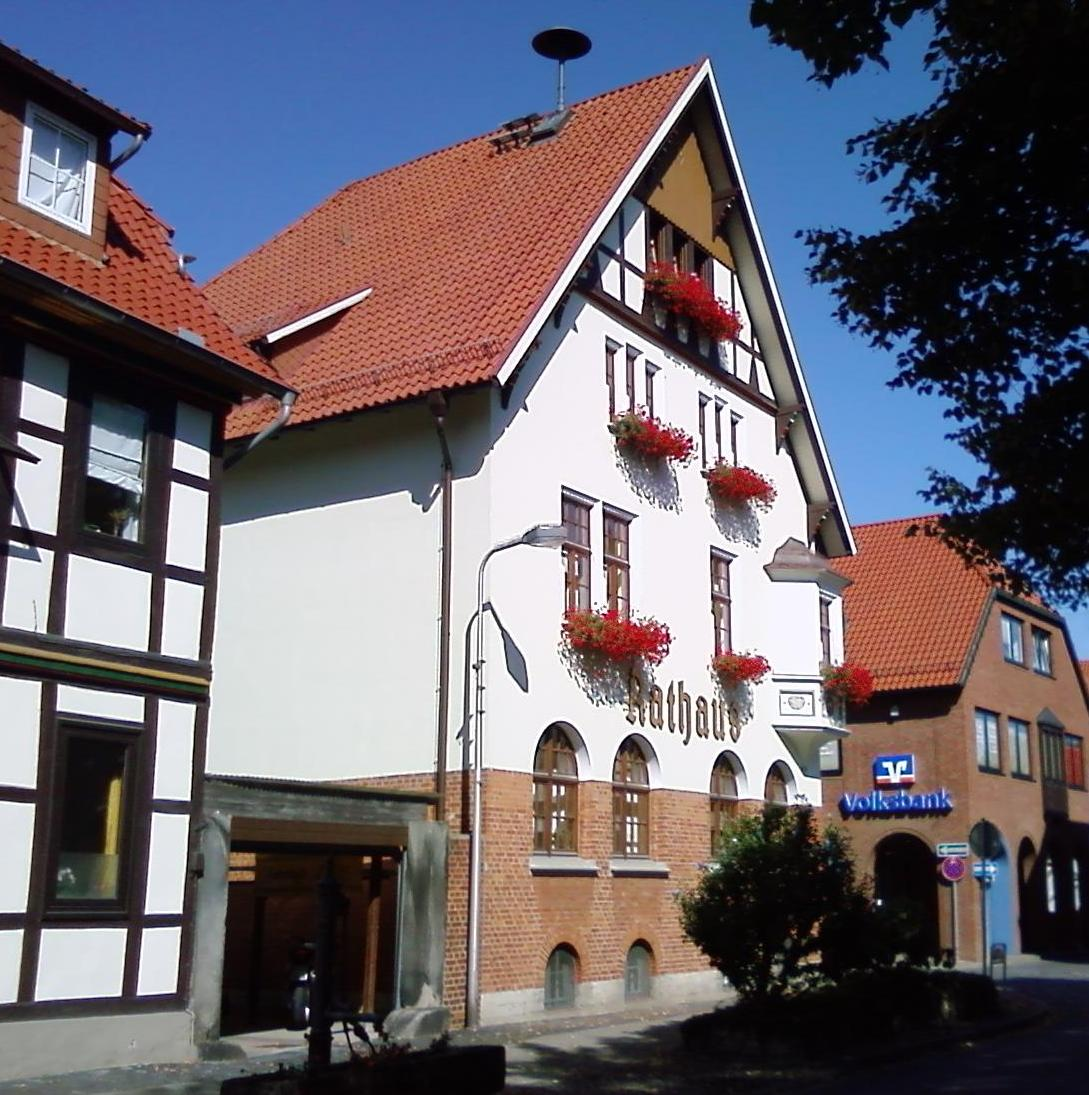
グローナウ (ライネ) 市庁舎

### 議会
グローナウの市議会は、2021年の市議会選挙以後31議席からなる。

### 首長
グローナウの市長はウルフ・ガブリエル (SPD) である。

### 紋章
本市の紋章は、1940年8月28日にハノーファー州長官の認可を得た。アルフェルト郡長は同年9月10日にこれを発表した。
図柄: 赤地に金の斜め梯子。梯子には3段の踏み板がある。
紋章の起源: 18世紀の初めに存在が確認されている紋章（初出は1705年）は、19世紀の第3四半期に美しくも意味深くもない方法で変更された。赤地と緑地に斜めに分割され、そこに銀色の斜め梯子が被せて描かれたものであった。この市の紋章の配色変更がいつ行われたのかは、市の記録や議会の議事録からは明かでなく、また上位の機関によって認可されたこともなかった。1940年3月20日、市長は市議会との協議の後、市の色をかつての赤と金に戻し、紋章もこの配色にすることを決定した。

### 印章
本市の最も古い印章は14世紀半ばに作成されたもので、1434年に押印されたものが遺されている。それには、おそらく聖マタイと思われる聖人と幼児イエスを抱いた聖母マリアが並んでおり、その右（向かって左）にユリが描かれていた。その後17世紀以後のデザインは、左右二分割された盾に、地域を区別するための斜め帯が重ねられ、その上に聖母だけが描かれた。斜め梯子のデザインは、1705年の風見の旗に初めて描かれている。

### 姉妹都市
グローナウ (ライネ) 市は以下の都市と姉妹都市関係にある。
- メジドン＝カノン（フランス語版、英語版）（フランス、カルヴァドス県）1974年
- ホニトン（英語版）（イギリス、デヴォン）1987年
- ヴェルムスドルフ（ドイツ語版、英語版）（ドイツ、ザクセン州）1996年
- ドブレ（ノルウェー語版、英語版）（ノルウェー、インランデ県）2000年

## 文化と見どころ

### 建築

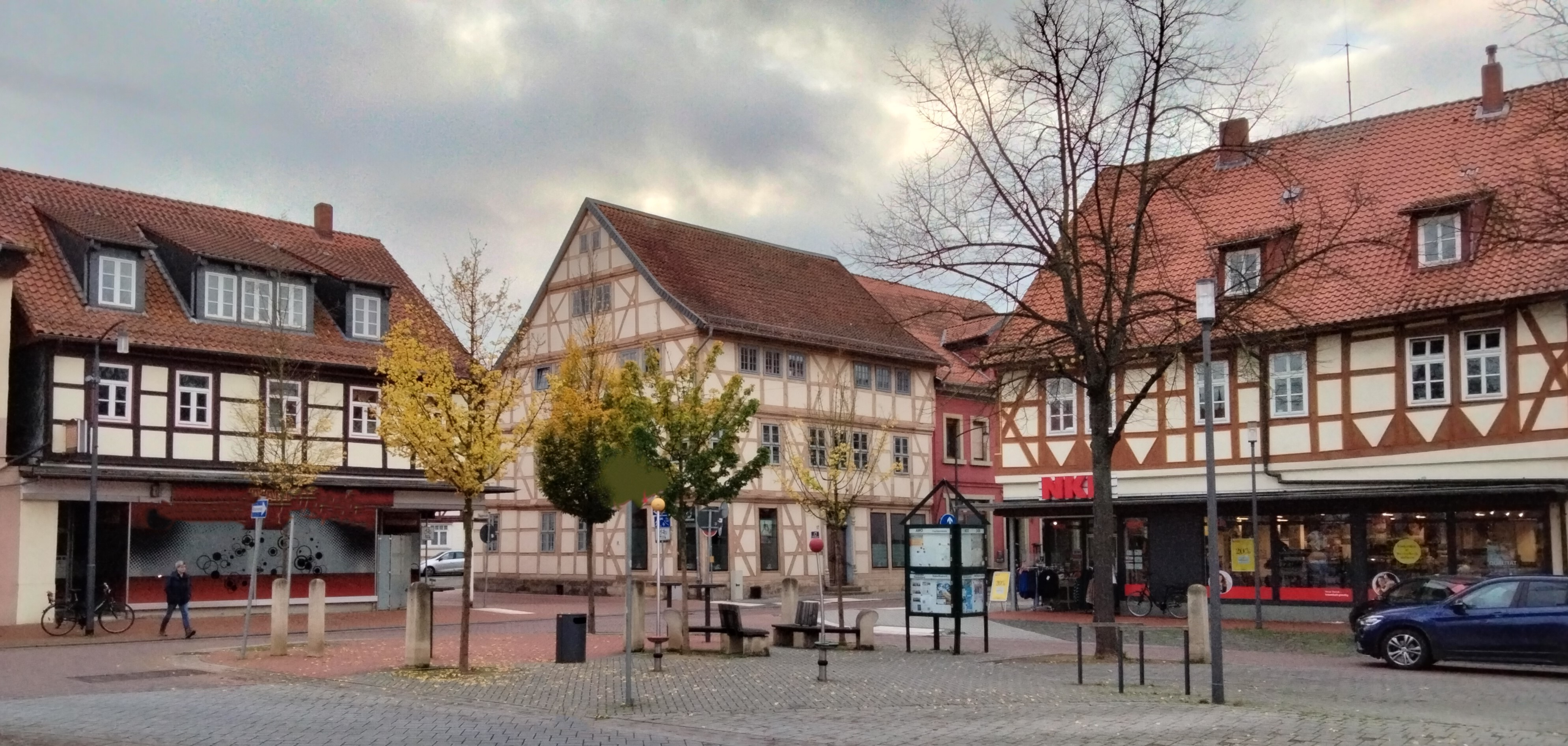
木組み建築が建ち並ぶグローナウの中心部マルクト広場

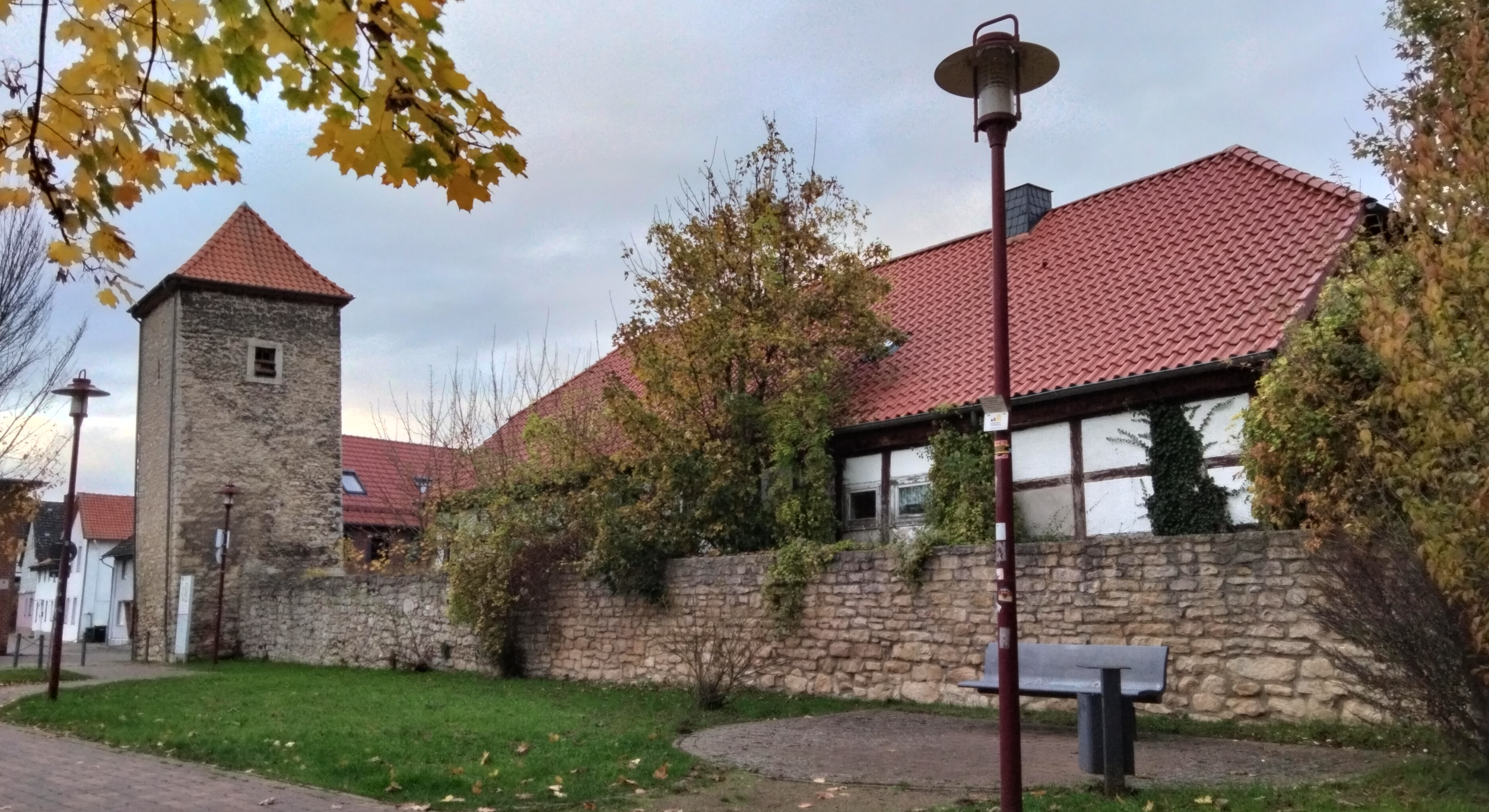
シーファー塔と市壁の遺構

都市景観は、ニーダーザクセン州南部に特徴的な、数多くの平入の木組み建築によって特徴付けられている。第二次世界大戦終戦後、多くの難民や旧ドイツ東部領土から放逐された人々が移り住んだため、いくつかの新興住宅地が建設された。この傾向は現在も続いている。
- 航空写真で見ると、この小都市の歴史的な中心部は現在もはっきりと識別することができる。1795年の大火の後に建設された木組み建築の多くが現在も遺されている。
- この街は、中世以後、グローナウ都市防衛施設によって護られていた。防衛施設は、土塁と市壁、市の堀として活用されたライネ川の2筋の分流、入口としてのシュタイン門とライン門で構成されていた。市壁の遺構は、ノルトヴァル（直訳: 北の土塁）とかつて市壁に組み込まれていたシーファー塔が遺るジュートヴァル（直訳: 南の土塁）沿いに遺されている。現在は、土塁の代わりにそれぞれの旧名称（すなわちノルトヴァルとジュートヴァル）がつけられた遊歩道や自転車道が整備されている。
- 中世の城吏の館は、都市火災の影響により様式が変わっているが、いくつかが現在も遺されている。ボックシャー・ホーフ I、ボックシャー・ホーフ II、エンゲルブレヒテンシャー・ホーフ、デッツムシャー・ホーフ、パーターホーフがそれである。
- 聖マタイ教会は、1309年に聖マタイに献堂されたグローナウの教会として初めて文献に記述されている。現在の教会の建設は1457年に始まったが、塔の中心部分はそれよりもやや古い。この教会は1936年に州の教会管理局によって文化財保護に値すると指定された。
- 1831年に建設された本市最大級の木組み建築の1つであるマルクトプラッツ3番地の建物は、元は学校であったが、現在はザムトゲマインデの第2行政庁舎として利用されている。
- 市の北、歴史的中心街の外側にあたるクライヴェークにゴシック様式の聖ゲオルク礼拝堂がある。これは1960年に解体されたホスピスの一部であり、中世には伝染病患者を市外に隔離していた可能性がある。建設された時代の特徴として窓や入口の尖頭アーチが挙げられる。
- グローナウの北側には、1980年代に廃線となった鉄道ボーデンブルク - エールツェ線が通っていた。ライネ川に架かる旧鉄道橋は現在、自転車・歩行者用の橋として利用されている。

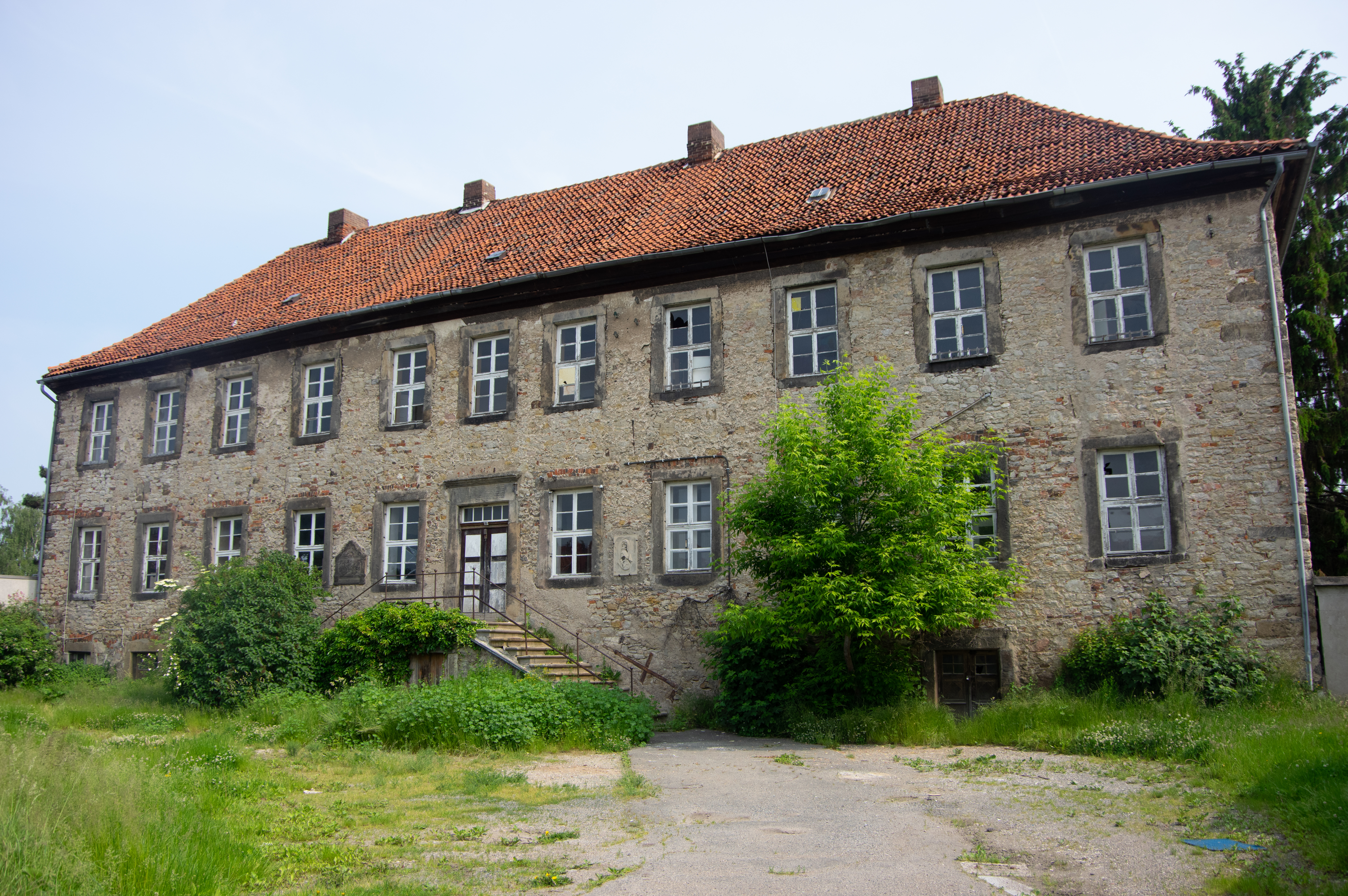
ボックシャー・ホーフ I
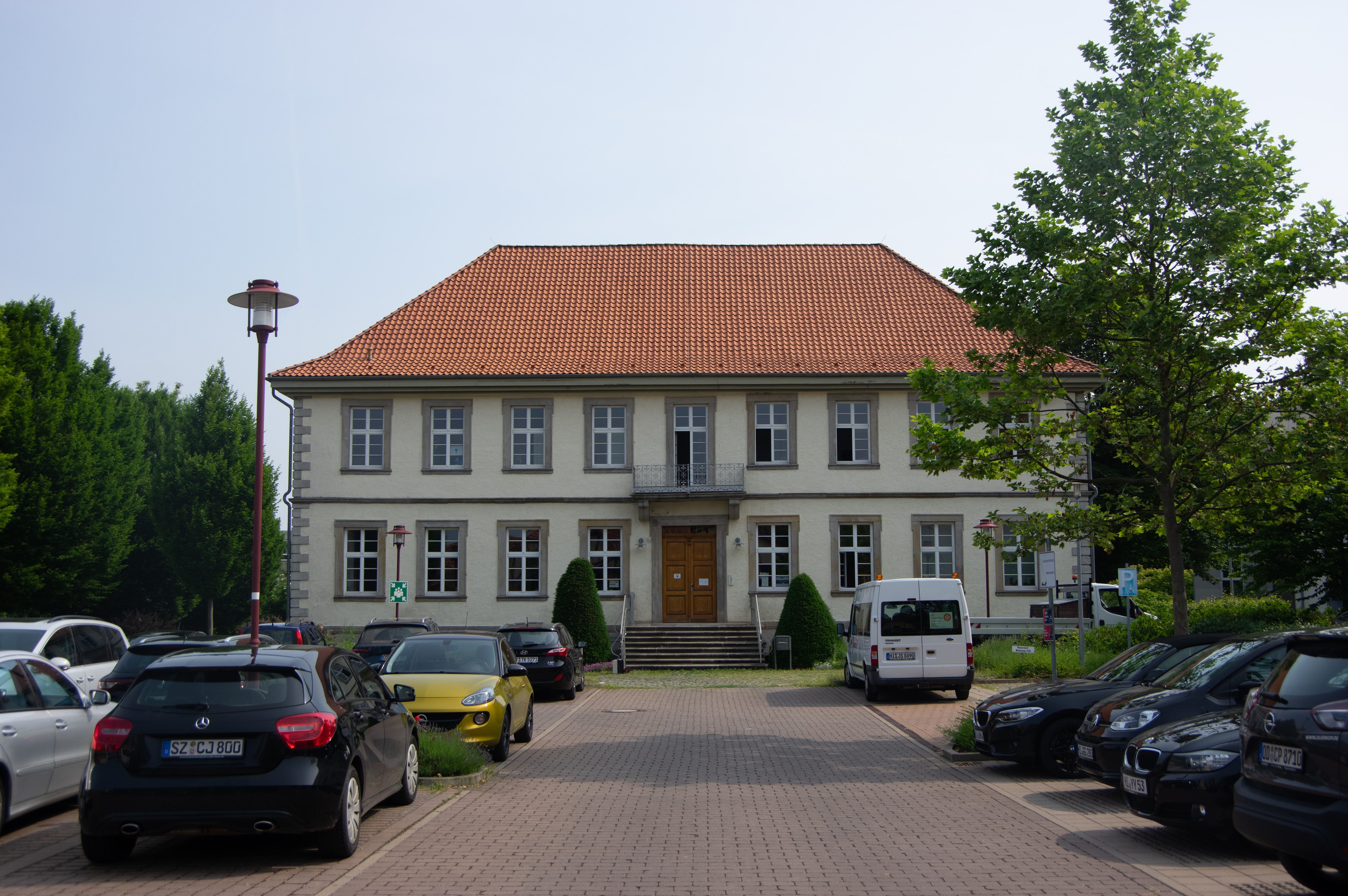
ボックシャー・ホーフ II
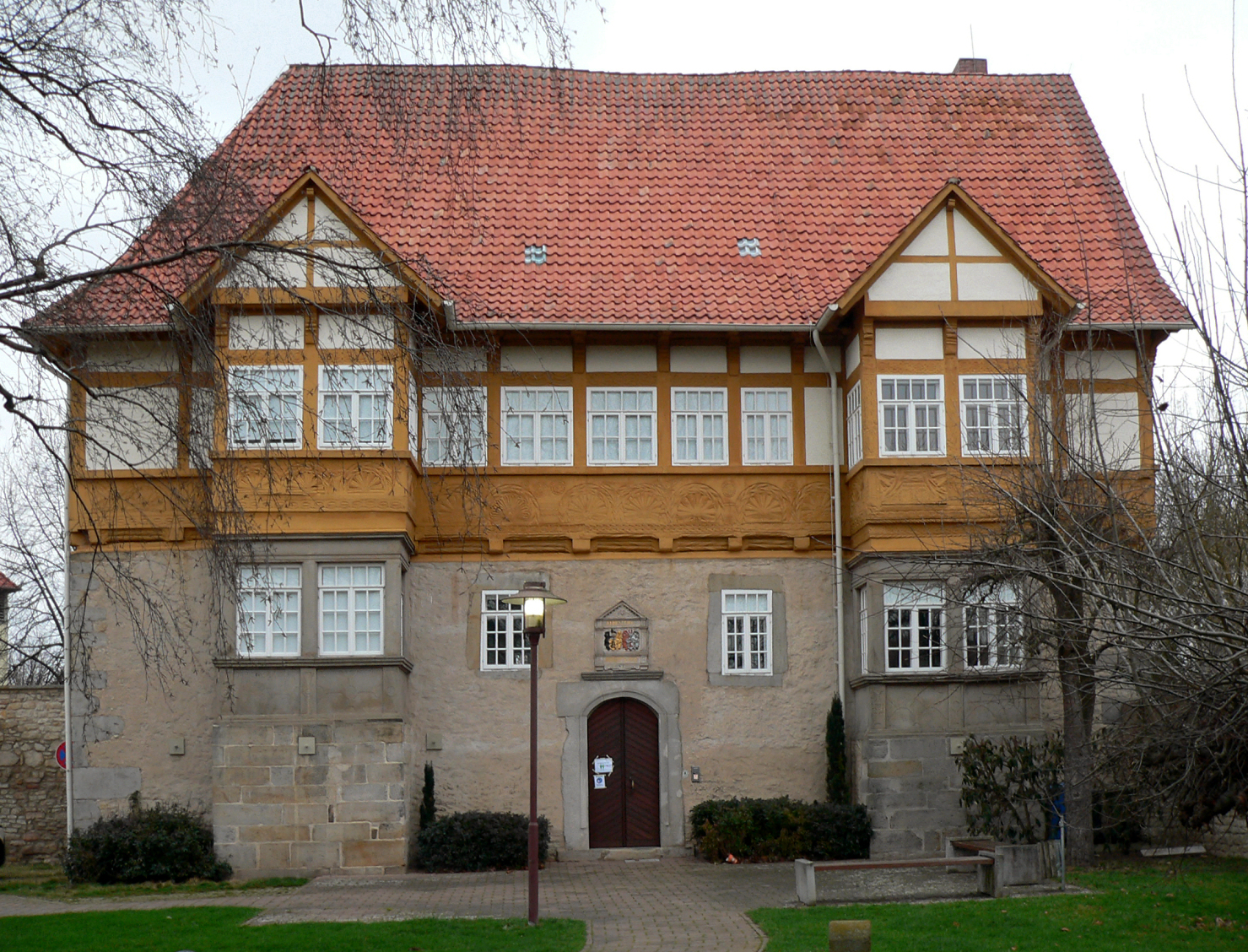
エンゲルブレヒテンシャー・ホーフ
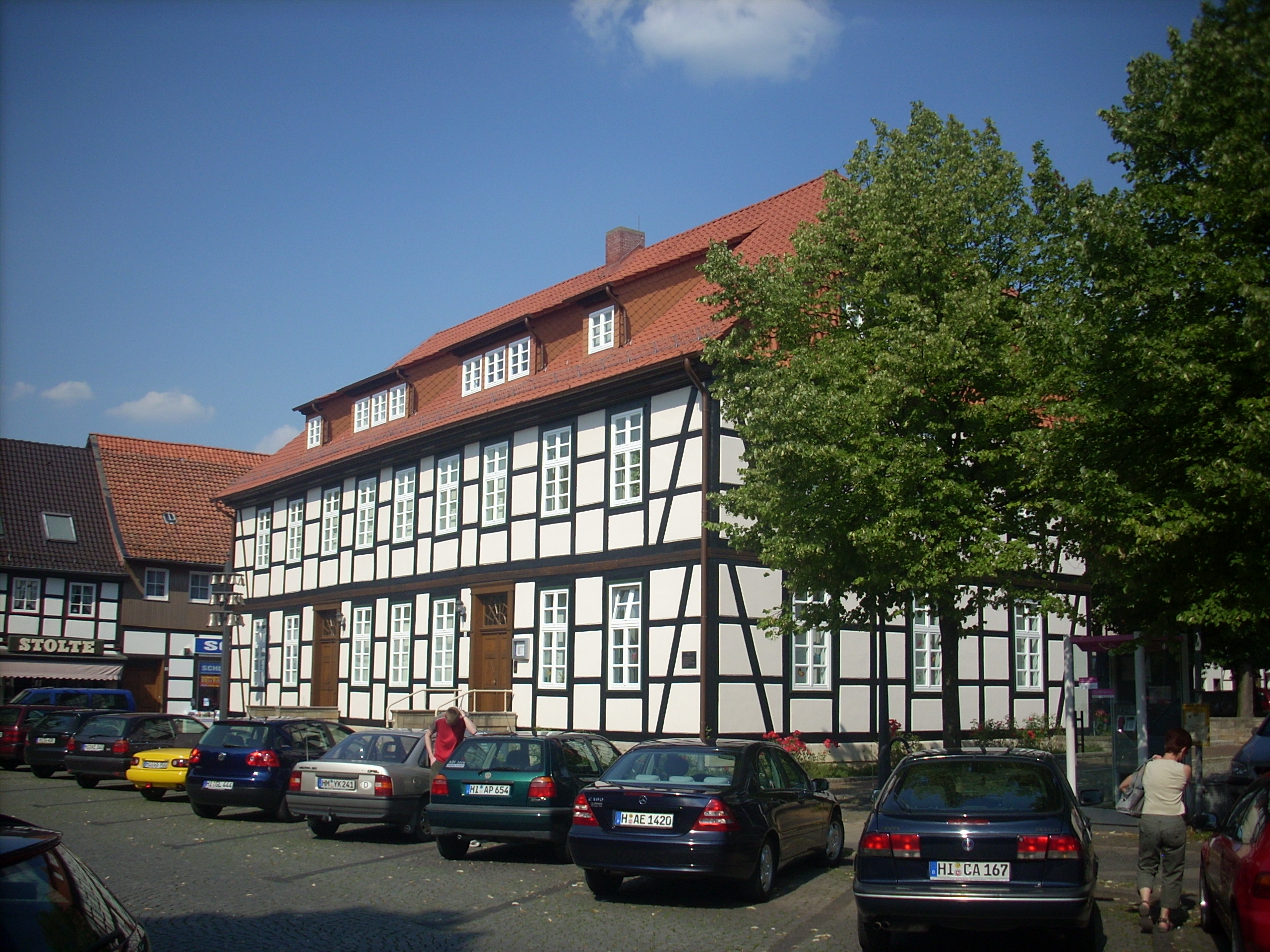
ザムトゲマインデ第2行政庁舎

### 緑地と保養地
グローナウとブルクシュテンメンとの間のライネ川河畔緑地自然保護区がグローナウ (ライネ) の北に広がっている。これは、ライネ川中流域の草地や、東のウート山地およびランメルス山地の麓を含む地域を保護している。周期的に洪水が起こるこの低地は、古い川筋や氾濫原を持つ蛇行する流れを特徴とする。ライネ川は、多くの場所が河畔林で覆われている。また、湿地や多年草が豊かな荒れ地も見られる。この自然保護区に含まれる斜面は森や低木林、痩せた草地や果樹園の名残を特徴とする。この自然保護区の南には、ライネ低地の旧粘土採掘場があり、採掘場と放棄された洗浄用の池が保護されている。この地域は、池、葦原などの浅瀨帯とそれに続く湿地が併存しているのが特徴である。ここは水鳥にとって繁殖、休息、越冬のための重要なビオトープとなっている。

### 消防団
グローナウ (ライネ) 中核市区の消防団には、初動部隊、子供消防隊、青年消防隊、音楽隊、シニア・名誉消防隊もある。この消防団には8台の緊急車両がある。
中核市区の他に以下の地区にも消防団がある。
- バンテルン
- ベテルン（ベテルンとハウス・エシェルデを含む）
- ブリュッゲン
- デスペタール（バールフェルデ、アイツム、ニーンシュテットを含む）
- レーデン
- ヴァレンシュテット（ハイヌムとヴァレンシュテットを含む）

## 人物

### 出身者
- ユルゲン・ムリネク（ドイツ語版、英語版）（1951年 - ）物理学者。2005年から2015年までドイツ研究センターヘルムホルツ協会会長を務めた。

### ゆかりの人物
- ハインリヒ・ビュンティング（ドイツ語版、英語版）（1545年 - 1606年）福音主義の神学者、地理学者、年代記者。1572年から1591年までグローナウの牧師を務めた。
- ゲオルク・ザウアーヴァイン（ドイツ語版、英語版）（1831年 - 1904年）言語学者、詩人、ジャーナリスト。グローナウで育ち、墓がグローナウにある。

## 関連図書
- Th. Siegemann; W. Schramme (1931). Geschichte der Stadt Gronau. Gronau (Hann.)
- Die Landwirtschaft des Kreises Alfeld 1895–1955. Gronau. (1954)（グローナウ/ハノーファー農業学校および経済相談所設立60周年ならびに旧グローナウ農業学校同窓会設立50周年記念冊子）
- 700 Jahre Gronau (Leine). Festbuch zum Jubiläum. Gronau (Leine). (1997)
- Kreissparkasse Hildesheim, ed (2000). Gronau (Leine). Geschichte und Gegenwart